# Wolfgang Müller (Leichtathlet)
Wolfgang Müller (* 26. Januar 1943 in Dresden) ist ein ehemaliger deutscher Sprinter, der sich auf den 400-Meter-Lauf spezialisiert hatte und für die DDR startete.
1967 gehörte er zur DDR-Stafette, die bei den Europäischen Hallenspielen in Prag im Finale der 4-mal-300-Meter-Staffel disqualifiziert wurde.
Bei den Olympischen Spielen 1968 in Mexiko-Stadt erreichte er im Einzelwettbewerb das Halbfinale und schied mit der DDR-Mannschaft im Vorlauf der 4-mal-400-Meter-Staffel aus.
1972 gewann er Bronze bei den Halleneuropameisterschaften in Grenoble.
1969, 1970 und 1972 wurde er DDR-Meister und 1968 DDR-Vizemeister. In der Halle holte er 1970 den Titel und wurde 1969 Vizemeister.
Wolfgang Müller startete für den ASK Vorwärts Potsdam.

## Persönliche Bestzeiten
- 200 m: 21,1 s, 28. Mai 1972, Potsdam
- 400 m: 46,32 s, 17. Oktober 1968, Mexiko-Stadt (handgestoppt: 45,9 s, 10. August 1968, Erfurt)